# Fat (chanson)
Pour les articles homonymes, voir Fat.
Fat est une chanson de « Weird Al » Yankovic parodiant le titre Bad de Michael Jackson. C'est la seconde parodie que fit Yankovic d'une chanson de Michael Jackson après Eat It, parodie de Beat It.
Fat est la première chanson de l'album Even Worse (1988) de Yankovic.